# Bodies (canção de Sex Pistols)
"Bodies" é uma canção da banda britânica Sex Pistols, do álbum Never Mind the Bollocks, Here's the Sex Pistols, de 1977. A canção aborda o aborto com letras descritas como "algumas das mais intransigentes e emocionantes que se possa imaginar".

## Letra
A canção é principalmente sobre uma fã chamado Pauline, que era (como a música afirma) de Birmingham. Ela estava em uma instituição mental, onde aparentemente morava em uma casa na árvore em seu jardim. Foi daí que surgiu a frase "O nome dela era Pauline, ela morava em uma árvore" ("Her name was Pauline, she lived in a tree"). A instituição também foi onde ela parece ter sido estuprada por um dos enfermeiros. Quando foi libertada, viajou para Londres, onde se tornou fã de punk rock. Ela sofreu vários abortos. Segundo a lenda, certa vez ela apareceu na casa de John Lydon segurando um feto abortado em uma sacola plástica transparente. Em uma entrevista de 1977, quando questionado sobre os bastidores da canção, Lydon também afirmou que ela foi presa após entrar em uma discoteca com o feto abortado.
De acordo com a autobiografia de Lydon, ela contou a ele sobre engravidar e depois fazer abortos e descreveu-os em detalhes. Isso afetou Lydon o suficiente para escrever a canção. A maioria da banda também teve experiências com Pauline, mas falaram menos sobre isso.

## Gravação
"Bodies" é uma das duas canções de Never Mind the Bollocks que o baixista original dos Pistols, Glen Matlock, não coescreveu.[carece de fontes?] É também a única canção do álbum em que Sid Vicious realmente toca baixo, embora sua parte tenha sido mais tarde regravada por Steve Jones, depois que Matlock se recusou a fazê-lo. Como todas as outras canções dos Sex Pistols, foi creditada a toda a banda, embora Vicious estivesse no hospital com hepatite quando ela foi composta.

## Recepção
Com suas repetidas menções de "eu não sou um animal", "mamãe" e um bebê morrendo, a canção foi interpretada como sendo anti-aborto, com o crítico de música contemporânea Robert Christgau chamando-a de "efetivamente anti-aborto, anti-mulher e anti-sexo." Em 2006, a revista National Review colocou a canção na 8ª posição da lista das "50 melhores músicas do rock conservador", devido à sua descrição negativa e inflexível do aborto. O próprio Lydon, em uma entrevista de 2007 à Revista Spin, disse: "Não acho que haja uma música mais clara sobre a dor do aborto. A justaposição de todas essas coisas psíquicas diferentes em sua cabeça e toda a confusão, raiva, frustração que você precisa capturar com essas palavras." Na série de documentários Classic Albums (2007) sobre o álbum Never Mind The Bollocks, Lydon disse ainda: "Essa canção foi odiada e abominada. Não é anti-aborto, não é pró-aborto. É: 'Pense nisso. Não seja insensível com relação a um ser humano, mas também não se limite a algo "moral". Porque é imoral trazer uma criança para este mundo e não dar a mínima para isso.'"
Juntamente com "Belsen Was a Gas", é provavelmente a canção mais gráfica e controversa dos Sex Pistols, tanto em seu assunto quanto em seu estilo. Um artigo de 2017 do The Independent a descreveu como "uma representação sangrenta e borbulhante de um aborto repleto de uma saraivada de palavrões de Rotten". Musicalmente, é também a canção mais rápida e pesada dos Pistols — caracterizada por bateria barulhenta, distorções de guitarra e vocais gritados.